# فرانشيسكو بيني
فرانشيسكو بيني (بالإيطالية: Francesco Bini)‏ (2 يناير 1989 بإمبولي في إيطاليا - ) هو لاعب كرة قدم إيطالي في مركز الدفاع. شارك مع منتخب إيطاليا تحت 20 سنة لكرة القدم. أما مع النوادي، فقد لعب مع نادي بياتشينزا ونادي تريفيزو ونادي ريجينا ونادي كريمونيسي ونادي مانتوفا وبرو بياتشنزا 1919.

## وصلات خارجية
- فرانشيسكو بيني على موقع الاتحاد الدولي (مؤرشف)  (الإنجليزية)
- فرانشيسكو بيني على موقع قاعدة بيانات كرة القدم.إي يو (الإنجليزية)
- فرانشيسكو بيني على موقع Soccerway.com (الإنجليزية)
- فرانشيسكو بيني على موقع عالم كرة القدم.نت (الإنجليزية)